# حركة إنسية
الحركة الإنسية هي حركة فكرية وثقافية ساهمت في النهضة الأوربية بفكر جديد يمجد عقل وقوة الإنسان.ضمت الحركة الإنسية فئة من المثقفين (رجال الدين والكنيسة وأساتذة الجامعات وبعض النبلاء ورجال المال والدولة) ويعد الهولندي «دسيدريوس إراسموس» (1536 – 1467 م) أشهر من مثل الفكر الإنسي.وقد تزعم إراسموس الحركة الإنسية من خلال تقديمه المساعدة اللازمة للفلاسفة والمفكرين القدامى من «سقراط» و«شيشرون» من أجل الإبداع والتعمق في الفكر. كما قام بعدة رحلات تجاه مدن أوربية مختلفة مثل باريس، أكسفورد، البندقية وذلك بهدف نشر أفكار حركته وتلخص في جعل الإنسان محور التفكير واعتبار المعرفة جوهر وجوده. ولتحقيق أهدافهم عمل الإنسيون على:
1. إحياء التراث القديم بجمع المؤلفات والقيام بالدراسات ووضع قواميس علمية للغة اللاتينية.
2. تشجيع التعليم عن طريق إنشاء المعاهد والجامعات حيث أنشئت جامعة القلعة فـي إسبانيا، وجامع لوزان في الأراضي المنخفضة.

ساهم ظهور المطبعة في توسيع المعرفة وكذلك الاهتمام بتطوير اللغات الوطنية والكتابة بها وطبع بعض الكتب باللغة الفرنسية عوض اللغة اللاتينية وترجمة الإنجيل إلى اللغة الألمانية ثم العالم سرفنتس الذي نشر قصة «دون كيخوتي» باللغة الإسبانية. كما تم وضع قواعد وأسس اللغات المترجمة وتطوير أساليب ومضامين التعليم حيث ظهرت الكتابة التي تأخذ طابع التسلية والمرح إضافة إلى الاهتمام بكل العلوم وتحسين طرق التدريس بأوربا الغربية.

## الحركة الإنسية وعوامل انتشارها

### تعريف الحركة الإنسية
- الحركة الإنسية هي حركة فكرية وثقافية ظهرت في عصر النهضة بإيطاليا ومنها انتقلت إلى باقي البلدان الأوربية الغربية.
- طرحت الحركة الإنسية عدة مبادئ من أبرزها:
  - إعطاء صورة إيجابية للإنسان باعتباره أرقى الكائنات الحية.
  - الاهتمام بمختلف العلوم والآداب والفنون.
  - الأخذ بالأساليب الحديثة في التربية والتعليم.
  - إحياء التراث القديم وخاصة التراث اليوناني والروماني.

### عوامل انتشار أفكار الحركة الإنسية
- الأهمية التجارية والمالية لإيطاليا وبالتالي ظهور الطبقة البرجوازية التي عملت على تشجيع الحياة الثقافية والفنية.
- هجرة العلماء الأوربيين المسيحيين إلى إيطاليا بعد فتح القسطنطينية سنة 1453 من طرف العثمانيين.
- اختراع المطبعة الحديثة من طرف الألماني جوهان غوتنبرغ. وبالتالي وفرة الكتب بأعداد كثيرة وبثمن مناسب، مما ساعد على نشر المعرفة وتطوير التعليم.

## النهضة الأدبية والعلمية والفنية في إطار الحركة الإنسية

### الميدان الأدبي
منذ القرن 15 م أخذ الكتاب الأوروبيون يؤلفون باللغات المحلية كالفرنسية والإسبانية والإيطالية بدل اللغة اللاتينية. في نفس الوقت تزايد حجم الإنتاج الأدبي وتنوعت مواضيعه مثل القصص والروايات والقصائد الشعرية بالإضافة إلى المسرحيات.

### الميدان العلمي
ظهرت نظريات ومفاهيم جديدة في مختلف العلوم من بينها:
- - الرياضيات: إدخال الأعداد السالبة وعلامات (+) و (-) و (=) والحروف وحل المعادلات من الدرجة الثالثة.
  - الطب: العلاج بالأعشاب والعقاقير، وإتباع أسلوب الجراحة، واكتشاف الدورة الدموية.
  - الفلك: نظرية نيكولا كوبرنيك التي أشارت إلى أن الأرض كوكب يدور حول الشمس، وليس العكس كما كان سائدا من قبل.

### الميدان الفني
- انطلقت من إيطاليا النهضة الفنية التي شملت كل من الرسم والنحت والمعمار.وتميزت هذه الفنون باعتمادها الأبعاد الثلاثة والدقة وضبط الألوان، إلى جانب التحكم في الإضاءة والأخذ بمبدأ التناسب.
- برز في عصر النهضة فنانون إيطاليون من أهمهم ليوناردو دافنتشي في مجال الرسم، وميكائيل انجلو في مجال النحت، ورفاييل في مجال الهندسة المعمارية.

كانت هذه النهضة العلمية والأدبية والفنية انعكاسا مباشرا للتحولات الاجتماعية والسياسية التي شهدتها أوروبا خلال القرنين 15 و 16 م.